# SSLeay
SSLeay，一個開放原始碼的自由軟體函式庫套件，實作了SSL協定。由 Eric Andrew Young與 Tim J. Hudson開發，以RC2及RC4加密來實作出SSL 3.0。最早在1995年開始發展，在這兩位作者至RSA安全公司任職後，SSLeay專案的開發停止，在1998年12月另外分支出OpenSSL，由志願者維持，繼續發展下去。

## 概論
SSLeay在1995年開始由Eric A. Young開始發展。視窗系統上的支援，由Tim J. Hudson完成。